# Krokån (naturreservat)
Krokån är ett naturreservat i Umeå kommun i Västerbottens län.
Området är naturskyddat sedan 2015 och är 30 hektar stort. Reservatet omfattar ett område med flera bäckar öster om Nördsjön. Reservatet består av sandtallskog.